# Storeiland
Storeiland (Engels: Stor Island) in de Noordelijke IJszee is een van de Koningin Elizabetheilanden in Canadese Arctische Archipel. Bestuurlijk behoort het tot het territorium Nunavut.
Het wordt omsloten door Axel Heibergeiland in het noorden en westen en Ellesmere in het zuiden en oosten. Storeiland is onbewoond en heeft een oppervlakte van 313 km².